# Medina Dixon
Medina Dixon, född 2 november 1962 i Boston, Massachusetts, död 8 november 2021, var en amerikansk basketspelare som tog OS-brons 1992 i Barcelona. Detta var USA:s första OS-brons i dambasket någonsin. Hon studerade vid Old Dominion University.